# Podróż do Nowej Ziemi
Podróż do Nowej Ziemi (ang. The New World) – amerykański film historyczny z 2005 roku w reżyserii Terrence’a Malicka.

## Fabuła
Rok 1607. Do brzegów Wirginii przybijają trzy okręty. W Nowym Świecie – jak wówczas mówiono na Amerykę Północną – żołnierze mają założyć pierwszą brytyjską kolonię. Jednym z pasażerów jest John Smith (Colin Farrell) – młody buntownik, weteran wojenny, skazany na śmierć za niesubordynację. Zostaje jednak ułaskawiony przez kapitana statku, który wie, że doświadczony i odważny Smith jest gwarantem sukcesu brytyjskiej wyprawy. Szybko okazuje się, że Anglicy wkroczyli na ziemię należącą do plemienia rządzonego przez wodza Powatana (August Schellenberg), a sam Smith zostaje pojmany przez Indian. Od niechybnej śmierci ratuje go córka wodza, piękna Pocahontas (Q’orianka Kilcher). Między młodymi rodzi się miłość. Sielanka nie trwa długo; gdy Indianie zdają sobie sprawę z planów Anglików wobec ich ziem, dochodzi do konfliktu.

## Obsada
- Colin Farrell – John Smith
- Q’orianka Kilcher – Pocahontas
- Christopher Plummer – kapitan Newport
- Christian Bale – John Rolfe
- August Schellenberg – Powatan
- Wes Studi – Opechancanough
- David Thewlis – Wingfield

## Nagrody i nominacje
Oscary za rok 2005
- Najlepsze zdjęcia – Emmanuel Lubezki (nominacja)

Nagroda Satelita 2006
- Najlepsze dodatki na DVD (nominacja)